# 430

## Догађаји
- Пролеће – Вандали под краљем Генсериком проширују своју власт у северној Африци дуж Средоземног мора и опседају Хипон.
- Флавије Аеције уништава групу Гота недалеко од Арла, њихов вођа Анаулф је заробљен.
- Април – Флавије Аеције побеђује Јутунге током свог похода на Алпе.
- Мај – Флавије Феликс, његова жена и слуга оптужени су за заверу против Аеција. Они су ухапшени у Равени и погубљени. Аецију је додељена титула патриција.
- Хуни предвођени Октаром нападају Бургунде, који су заузели територију на Рајни у близини града Вормса (Немачка). Током борби Октар умире, а његова војска је уништена.
- Фенг Ба абдицира као цар Северног Јана, једне од држава које се боре за контролу над Кином. Наследио га је брат Фенг Хонг.
- 28. август – Августин Хипонски умире током опсаде Хипона у 75. години, остављајући иза себе своје монументално дело Божји град и друга дела која ће утицати на хришћанство.
- Свети Патрик стиже у Ирску на својој мисионарској експедицији.
- Петар Иверски оснива грузијски манастир у близини Витлејема.

## Смрти
- 28. август — Августин Хипонски, епископ и теолог (р. 354.)
- Свештеномученик Авда, епископ сузански
- Свети Аурелије, епископ Картагине
- Фенг Ба, цар кинеске државе Северни Јан
- Флавије Феликс, римски конзул
- Нил Синајски, епископ и светитељ
- Октар, хунски владар
- Плутарх Атински, грчки филозоф

- Википедија:Непознат датум — Блажени Августин - хришћански светитељ и епископ ипонски. (*354)